# Tuse Kro
'Tuse Kro er en fredet tidligere kro fra 1755 i den nordvestlige ende af byen Tuse, skråt overfor Tuse Kirke.

## Tuse Kro (ca. 1750)
Næringsgrundlaget for den kongeligt privilegerede kro blev skabt, da Tuse gl. Vandmølle blev nedlagt ca. 1750 efter klager over kroholdet, der havde antaget et uacceptabelt omfang med kortspil, svir og druk.
Kroen tilbød natlogi til de rejsende fra Kalundborg, der skiftede vogn i Tuse, når de skulle videre østpå. Kroen ligger i en køreafstand af 7 timer fra Kalundborg, svarede til én dagsrejse om vinteren og én dagsrejse fra Roskilde, hvor man igen skiftede.

## Krofattere
Krofar 1784-1805 er Ole Nielsen Dyrlund (f.1744) g.m. Sophie Amalia Hansdtr Wolff. Han kom til kroen med hjælp fra sin far Niels Christophersen Dyrlund, tidligere kroholder og brændevinsbrænder på Uggerløse Kro. Faderen gik i 1784 på aftægt på Tuse Lundegård bag ved kroen.
Vilhelm Schou (f. 1783) købte i 1805 kroen af enkemadam Dyrlund. På det tidspunkt drev han også kroen på Vented Møllegård for sin bror Johan Lorentz Schou (f. 1769) møller 1794-1826 på Ventthe Mølle i Vented, der aldrig fik kgl. kroprivilegium.
Senere skabte et diligencepoststed ved kroen et solidt næringsgrundlag for kroen. 
De øvrige rastesteder på den strækning var Faurbo Kro ved Svinninge og Borrevejle Kro på den anden side af Holbæk.
Det 16 fag lange bindingsværkshus fungerede indtil 1908 som kro samt til beboelse for kroværten. Derefter blev bygningerne udnyttet til almindelig beboelse.